# Той, що худне
«Той, що худне»або «Схудлий» (англ. Thinner) — роман американського письменника Стівена Кінга в жанрі жахи, опублікований 1984 року під псевдонімом Річард Бахман. На основі твору 1996 року знято однойменний фільм.

## Сюжет
Успішний адвокат із зайвою вагою Біллі Галлек, збиває на смерть літню циганку. Користуючись гарними зв'язками в поліції та суді, він уникає покарання.

Батько загиблої, Тадуз Лемке, прагнучи помсти, накладає на Біллі прокляття: він починає стрімко худнути. Стурбований Біллі звертається до лікарів, підозрюючи рак. Однак, після повного обстеження лікарі зізнаються, що не можуть назвати причину втрати ваги.
Галлек наймає детектива, щоб розшукати Лемке, сподіваючись вмовити того зняти прокляття. Через деякий час він сам вирушає на пошуки. Після цього жінка Галлека оголошує його божевільним, і хоче відправити чоловіка на примусове лікування, організовує його пошуки, як стане зрозуміло згодом, безрезультатні. Біллі насамкінець знаходить Лемке, але той відмовляється знімати прокляття, а його родичка прострілює Біллі руку.
Тоді Біллі звертається до свого старого друга гангстера Джинеллі. Той, діючи силовими методами, переконує Лемке зняти закляття. Він зустрічається з Біллі та переміщує закляття в пиріг. Щоб позбутися прокляття остаточно, Біллі повинен цей пиріг дати з'їсти іншій людині, до якої й перейде прокляття. Інакше воно повернеться до Біллі через кілька днів. Тоді ж цигани вбивають Джиннелі. Лемке вибирає для зняття з себе прокляття свою дружину, повертається додому і дає їй пиріг. Прокинувшись наступного ранку він виявляє, що до нього несподівано приїхала його дочка, і вона їла пиріг разом з його дружиною. Книга закінчується тим, що Галлек відрізає собі шматок пирога.

## Екранізація
1996 року режисер Том Голланд зняв по роману фільм «Той, що худне». Його бюджет становив $14 000 000. Прем'єра відбулась 25 жовтня. В головних ролях знімались Роберт Джон Берк, Джо Мантегна, Люсінда Дженні, Майкл Константин. Сам Стівен Кінг знявся в епізодичній ролі фармацевта доктора Бангора.

## Український переклад
В 2023 році роман був виданий Клубом сімейного дозвілля (КСД) в одній книзі з іншим романом «Переслідуваний». Переклад Олени Любенко та Анастасії Рогозої.

## Цікаві факти
- Більшість з 27 розділів роману називається тризначними числами, які означають вагу Біллі Галлека в фунтах.
- Ця книга стала причиною розкриття псевдоніма Стівена Кінга. Прочитавши її, клерк книжкового магазину Стів Браун упізнав письмовий стиль Кінга. Він звернувся до архівів і з'ясував, що авторські права на твори Бахмана належать Стівену Кінгу. Після цього випадку Стівен Кінг зізнався, що Річард Бахман — його псевдонім.[4]
- В цій книзі згадується ім'я Стівена Кінга, як письменника жахів.
- У популярному серіалі «Надприродне» (9 сезон 13 серія) згадується ця книга.
- Гангстер Джинеллі згадується також і в інших творах письменника: Сяйво та Темна Вежа II: Крізь час